# Urząd Mittelangeln
Urząd Mittelangeln (niem. Amt Mittelangeln) – urząd w Niemczech w kraju związkowym Szlezwik-Holsztyn, w powiecie Schleswig-Flensburg. Siedziba urzędu znajduje się w miejscowości Mittelangeln.
W skład urzędu wchodzą trzy gminy:
1. Mittelangeln
2. Schnarup-Thumby
3. Sörup